# Нешавские статуты
Не́шавские стату́ты 1454 года (пол. Statuty nieszawskie 1454) — привилегии, полученные польской шляхтой от короля Казимира IV под городом Нешава. Были выданы отдельно для Малой Польши, Великой Польши, земель Серадзской, Хелминьской, Саноцкой и Перемышльской.
Уступки были сделаны королём для обеспечения поддержки со стороны шляхты в Тринадцатилетней войне 1454—1466 с Тевтонским орденом, а также в борьбе с магнатами. Под давлением 11 ноября король издал привилей малопольской шляхте, а на следующий день — великопольской.
Гнет аристократии и административная неурядица вынудили шляхту, во время прусского похода 1454 г., предъявить королю Казимиру настойчивые требования, сводившиеся к кодификации законов, устранению злоупотреблений в суде и управлении, уничтожению ограничений промышленности и торговли, бывших причиной дороговизны многих необходимых для шляхты товаров. Угроза шляхты разойтись по домам заставила Казимира согласиться на требование сначала великопольской шляхты (под Цереквицей), а затем (в Опоках) и малопольской. На Нешавских полях был объявлен Нешавский статут, по которому каждое воеводство получило особую привилегию, составленную по одному и тому же образцу, с самыми незначительными отличиями. Новым статутом утверждались за шляхтой права и привилегии, дарованные прежними королями и состоявшие, главным образом, в самоуправлении отдельных воеводств, в обеспечении имений от конфискации не по суду и в гарантии против произвольного лишения личной свободы; признавались также «некоторые новые вольности и прерогативы», дававшие шляхетству право законодательства: впредь ни одно новое постановление не могло быть утверждено «в силу лишь частных советов», без рассмотрения в земских общинах; созыв посполитого рушения и установление налогов подлежали согласию шляхты. Для пользования этими правами создавались сеймики, заключавшие в себе всю шляхту каждого отдельного воеводства поголовно.
По Статутам, король имел право издавать законы, набирать войско, объявлять войны и миры, а также вводить новые налоги только с согласия шляхты сеймиков. Отменялось исключительное право магнатов занимать высшие государственные посты, регулировать судопроизводство и местное управление. Шляхта освобождалась от суда королевских чиновников, кроме особых случаев. Малопольская редакция содержала пункт, распространявший юрисдикцию шляхетского суда на города.
Нешавские статуты стали важнейшей вехой в формировании в Польше шляхетской демократии.